# Bragança Paulista
Bragança Paulista város Brazíliában, São Paulo államban. Lakosainak száma 160 665 fő (2015. július 1.). Bragança Paulista Itatiba, Jarinu, Pedra Bela, Vargem, Tuiuti, Atibaia, Morungaba, Pinhalzinho és Piracaia községekkel határos.

## Népesség
A település népességének változása:
| Lakosok száma | 125 031 | 146 744 | 160 665 | 170 533 | 176 811 |
|               | 2000    | 2010    | 2015    | 2020    | 2022    |